# برایرفیلد (آلاباما)
برایرفیلد (به انگلیسی: Brierfield) یک منطقهٔ مسکونی در ایالات متحده آمریکا است که در شهرستان بیب، آلاباما واقع شده‌است. برایرفیلد ۱۱۴٫۹۱ متر بالاتر از سطح دریا واقع شده‌است.